# Per Krøldrup
Per Krøldrup (født 31. juli 1979) er en tidligere dansk fodboldspiller, der det meste af sin karriere spillede for klubber i Italien. Han opnåede 33 landskampe.

## Karriere
Per Krøldrup begyndte at spille fodbold i fødebyen Farsø, og via Aalborg Chang kom han til københavnerklubben B.93. Italienske Udinese Calcio fattede interesse for ham og fik ham til klubben, hvor han blev holdkammerat med Martin Jørgensen. Efter nogle år søgte han lykken i Everton, hvilket dog blev en fiasko. Han blev senere valgt til Liverpool Echos "Merseyside Lost 11", et udvalg af spillere, som avisen betegnede som de største fiaskoer i Liverpool og Evertons historie.
Han vendte hurtigt tilbage til Italien, denne gang til ACF Fiorentina, hvor han blev genforenet med Martin Jørgensen. Blandt hans meriter for denne klub kan nævnes, at han den 17. februar 2010 scorede i en Champions League-ottendedelsfinalen mod FC Bayern München, hvilket dog ikke hjalp klubben, der efter kontroversielle dommerkendelser endte med at blive slået ud på reglen om flest udebanemål.
I marts 2013 indgik Krøldrup en aftale med italienske Pescara, der løb for den resterende del af sæsonen 2012/13. I juli 2013 blev han endnu en gang fritstillet.
I oktober 2013 skrev Krøldrup under på en kontrakt med portugisiske SC Olhanense.